# Залидов
Зали́дов — пограничная крепость на реке Угре, контролировавшая расположенную поблизости переправу через реку. Относилась к владениям князей Воротынских и вместе с ними до 1494 года входила в состав Великого княжества Литовского. В 1480 году Залидов был разорён войском хана Ахмата после стояния на Угре в отместку за то, что литовский князь не пришёл ему на помощь.
После того, как князья Воротынские перешли на службу московским государям, граница между Литвой и Русским государством переместилась на запад, Залидов постепенно утратил своё значение и пришёл в упадок. Сегодня это городище Свинухово к западу от Калуги, являющееся памятником археологии федерального значения. Название древней крепости сохранилось как топоним в находящихся рядом Залидовских лугах, на которых, по мнению некоторых историков, и располагались войска хана Ахмата во время стояния на Угре.